# Артос
Артос (грч. άρτος), је посебна врста хлеба или просфора која се у православној цркви спрема за Васкрс. На хлебу је изображен знак Часнога Крста или Христовог Васкрсења. 
Артос се као символ вечнога живота приноси у спомен Васкрсења и симболизује хлеб "који силази са неба и даје живот свету" (Јн 6,33). Освећује се на Васкрс, после Заамвоне молитве на литургији и кропи освећеном водом.
Целе пасхалне седмице стоји на средини храма, обноси се сваки дан у литији око храма по завршеној литургији и целива се заједно са иконом. У манастирима уноси се у трпезу, а после обеда опет се враћа у храм на своје место.
У Светлу суботу после прочитане нарочите молитве, у храму или у манастирској трпези, артос се ломи и раздаје верницима, одн. житељима манастира пре обеда.
Артос се назива још и Панагија (Пресвета Богородица). У манастирима, посебно ο великим празницима, артос се пре почетка Свете литургије поставља на посебан сто у цркви, испред иконостаса. По завршетку Литургије, свечано се преноси у трпезарију и полаже на панагијар испод или наспрам иконе Свете Тројице и Пресвете Богородице. После читања одређених молитава и по завршетку обеда настојатељ врши свечано уздизање артоса према поменутим иконама и изговара речи: "Велико име Св. Тројице, Пресвета Богородице помози нам"; наставља се читање молитава, врши се ломљење и монасима и осталим присутним даје по парче артоса. Овај чин ο Панагији налази се у Часослову и још неким богослужбеним књигама. 
По предању, настанак ове праксе везује се за апостолско доба. Наиме, Исус Христос се после Васкрсења јављао апостолима и обедовао с њима, и они су после његовог Вазнесења, у време обеда, остављали његово место празно и стављали за њега хлеб; исто су чинили и за пресвету Богородицу после њене смрти и Успења.